# Éder Álvarez Balanta
|  | Per a altres significats, vegeu «Éder». |

Éder Fabián Álvarez Balanta (nascut el 28 de febrer de 1993) és un futbolista colombià que juga com a defensa central al Club Brugge belga. És internacional amb la selecció colombiana. L'exentrenador de River Plate Ramón Díaz ha comparat el talent d'Álvarez Balanta amb el de la llegenda de la dècada del 1970 Daniel Passarella.
Internacional amb la selecció colombiana, hi va debutar contra Tunísia el 5 de març de 2014, i posteriorment fou convocat per jugar el Mundial de 2014.
Álvarez Balanta és descrit pel web oficial de la FIFA com a "esquerrà, poderós, fort en el joc aeri i en l'entrada... beneït amb habilitat i velocitat".